# Cordell Cato
Cordell Cato (n. Carenage, Trinidad y Tobago, 15 de julio de 1992) es un futbolista trinitense de madre hondureña. Juega de delantero y actualmente milita en el Oklahoma City Energy FC de la USL Championship.

## Clubes
| Club                    | País              | Año           |
| ----------------------- | ----------------- | ------------- |
| Defence Force           | Trinidad y Tobago | 2003 - 2008   |
| San Juan Jabloteh       | Trinidad y Tobago | 2009 - 2010   |
| Defence Force           | Trinidad y Tobago | 2011 - 2012   |
| Seattle Sounders        | Estados Unidos    | 2012-2013     |
| San Jose Earthquakes    | Estados Unidos    | 2013-2017     |
| Charlotte Independence  | Estados Unidos    | 2018          |
| Oklahoma City Energy FC | Estados Unidos    | 2019-presente |

## Selección nacional
Ha sido internacional con la Selección de fútbol de Trinidad y Tobago; donde hasta ahora, ha jugado tres partidos internacionales y no ha anotado goles por dicho seleccionado. También jugó en el seleccionado sub-20 de su país, donde jugó solo tres partidos.